# Pyramica castanea
Pyramica castanea är en myrart som först beskrevs av Brown 1953.  Pyramica castanea ingår i släktet Pyramica och familjen myror. Inga underarter finns listade i Catalogue of Life.